# Chitbara Gaon
Chitbara Gaon is een nagar panchayat (plaats) in het district Ballia van de Indiase staat Uttar Pradesh. 

## Demografie
Volgens de Indiase volkstelling van 2001 wonen er 20.211 mensen in Chitbara Gaon, waarvan 52% mannelijk en 48% vrouwelijk is. De plaats heeft een alfabetiseringsgraad van 53%. 